# Iomys
Iomys — рід гризунів родини вивіркових (Sciuridae).

## Поширення
Представники роду поширені в Малайзії та Індонезії.

## Види
- Iomys horsfieldii (Waterhouse, 1838)
- Iomys sipora (Chasen & Kloss, 1928)